# International Indiaca Association
Die International Indiaca  Association, kurz: IIA, wurde am 26. Mai 2000 in Mahlow bei Berlin gegründet. Sie hat ihren Sitz in Luxemburg. Präsident der IIA war ab der Gründung bis Ende 2008 Viktor Saaron aus Estland. Seit 2009 ist Karlheinz Bührer aus Malterdingen amtierender Präsident. Deutschland wird in der IIA durch den Deutschen Turner-Bund (DTB) vertreten.

## Aufgaben und Veranstaltungen

### Aufgaben
Der Verband hat sich zum Ziel gesetzt, unterschiedliche Spielkulturen zu vereinheitlichen und ein international verbindliches Regelwerk zu schaffen bzw. weiterzuentwickeln. Hauptaufgabe ist die Durchführung internationaler Meisterschaften. Alle vier Jahre findet die Weltmeisterschaft (WM) und im zweijährigen Wechsel dazu ebenfalls alle vier Jahre der Worldcup statt. Gespielt wird dabei in den Spielklassen Frauen, Männer und Mixed. Gleichzeitig finden auch die entsprechenden Wettbewerbe für Senioren (Altersklasse 40+) statt. Während für die WM in den jeweiligen Mitgliedsverbänden Nationalmannschaften gebildet werden, nehmen am Worldcup pro Nation bis zu zwei Vereinsmannschaften teil (vergleichbar der Champions League im Fußball). Die erste WM fand 2001 in Tartu {Estland} statt, der erste Worldcup 2002 in Karlsruhe.
Seit 2007 findet außerdem alle zwei Jahre der Jugendworldcup in den Altersklassen 11–14 und 15–18 statt. Erster Ausrichter war Malterdingen / Deutschland.

### Übersicht über die bisher ausgetragenen internationalen Wettbewerbe
| Jahr | Veranstaltung        | Ort                  | Land        |
| ---- | -------------------- | -------------------- | ----------- |
| 2001 | 1. Weltmeisterschaft | Tartu                | Estland     |
| 2002 | 1. Worldcup          | Karlsruhe            | Deutschland |
| 2004 | 2. Weltmeisterschaft | Tsukuba              | Japan       |
| 2006 | 2. Worldcup          | Viljandi             | Estland     |
| 2007 | 1. Jugendworldcup    | Malterdingen         | Deutschland |
| 2008 | 3. Weltmeisterschaft | Ettelbrück           | Luxemburg   |
| 2009 | 2. Jugendworldcup    | Nõo                  | Estland     |
| 2010 | 3. Worldcup          | Tartu                | Estland     |
| 2011 | 3. Jugendworldcup    | Rozogi               | Polen       |
| 2013 | 4. Weltmeisterschaft | Bietigheim-Bissingen | Deutschland |
| 2014 | 4. Jugendworldcup    | Ettelbrück           | Luxemburg   |
| 2015 | 4. Worldcup          | Saitama              | Japan       |
| 2016 | 5. Jugendworldcup    | Tartu                | Estland     |
| 2017 | 5. Weltmeisterschaft | Rozogi               | Polen       |
| 2018 | 6. Jugendworldcup    | Dülmen               | Deutschland |
| 2019 | 5. Worldcup          | Tartu                | Estland     |
| 2022 | 6. Weltmeisterschaft | Luxemburg (Stadt)    | Luxemburg   |
| 2023 | 6. Worldcup          | Leuze-en-Hainaut     | Belgien     |
| 2025 | 7. Weltmeisterschaft | Tartu                | Estland     |

Die vierte WM in Bietigheim-Bissingen wurde von der IIA um ein Jahr nach hinten verschoben und der Rhythmus der übrigen Veranstaltungen entsprechend angepasst. Der 7. Jugendworldcup, der im Juli 2020 in Däniken in der Schweiz stattfinden sollte, wurde aufgrund der Corona-Krise ersatzlos abgesagt. Ob und wann der nächste Jugendworldcup stattfindet, steht noch nicht fest. Die für 2021 geplante Weltmeisterschaft wurde ebenfalls pandemiebedingt auf 2022 verschoben. Die 7. Weltmeisterschaft wurde anlässlich des 25-jährigen Bestehens der IIA vom 4. bis zum 9. August 2025 wie die erste WM in Tartu ausgetragen.

## Mitgliedsverbände
Der Verband gehört folgenden nationalen Mitgliedsverbänden an:
- Deutscher Turner-Bund (Deutschland)
- Estonian Indiaca Federation (Estland)
- Indiaca Association of India (Indien)
- Japan Indiaca Association (Japan)
- Korea Indiaca Association (Korea)
- Indiaca Federation Luxembourg (Luxemburg)
- Schweizerischer Turnverband (Schweiz)

Die Mitgliedschaft Italiens (Federazione Italiana di Indiaca) und der Slowakei (Slovak Indiaca Association) ruht seit 2006.
In Polen und in Belgien gibt es noch keinen nationalen Verband, jedoch haben einzelne Mannschaften bereits an internationalen Turnieren teilgenommen.